# Festival international du film fantastique de Neuchâtel 2009
 (août 2023).
Si vous disposez d'ouvrages ou d'articles de référence ou si vous connaissez des sites web de qualité traitant du thème abordé ici, merci de compléter l'article en donnant les références utiles à sa vérifiabilité et en les liant à la section « Notes et références ».
Le Festival international du film fantastique de Neuchâtel 2009 s'est déroulé du 30 juin au 5 juillet. L'invité d'honneur de cette édition était le réalisateur japonais Aoyama Shinji à qui était consacré une rétrospective. Pour sa deuxième collaboration avec le NIFFF, la photographe Jelena Barraud propose une relecture d’un classique de la peinture fantastique du XIXe siècle, « All is Vanity » de l'Américain Charles Allan Gilbert (1873 – 1929). Un nouveau prix a été créé cette année, Prix Taurus Studio de l'innovation.
La fréquentation de cette édition s'élève à près de 22 000 spectateurs pour un budget d'environ 1 400 000 Frs

## Jurys et invités

### Le jury international
- Bong Joon-ho réalisateur ( Corée du Sud)
- Anwar Joko réalisateur ( Indonésie)
- Soeteman Gerard scénariste ( Pays-Bas)
- Angelier François journaliste ( France)
- Stucky Erika chanteuse ( Suisse)

### Invités d'honneur
Aoyama Shinji, réalisateur ( Japon)

### Jury Méliès d'argent
Keller Florian, journaliste (CH)
Greutert Valentin, producteur (CH)
Oberli Bettina, réalisatrice (CH)

### Jury du concours du meilleur court métrage fantastique suisse
Bernasconi Fulvio, réalisateur (CH)
Gavillet Pascal, journaliste (CH)
Guex Stéphanie, curatrice Musée des beaux-arts Le Locle (CH)

### Jury Mad Movies
Esposito Gilles, journaliste (FR)
Poncet Alexandre, journaliste (FR)
Gaudeaux Ariane, journaliste (FR)

### Invités Actual Fears II
Anthony Bannwart, artiste (CH)
Mattenberger Luc, artiste (CH)
Pagès Florise, artiste (FR)
Sautour Stéphane, artiste (FR)
Tampon-Lajariette Marion, artiste (FR)

### Invités Compétition Internationale
Ferry Abel, réalisateur (FR)
Van Hees Pieter, réalisateur (JP)

### Programme SUEURS FROIDES: Le cinéma de genre scandinave contemporain
Annila Antti-Jussi, réalisateur (FIN)
Bornedal Ole, réalisateur (DK)
Kaukomaa Tero, producteur (FIN)
Schurch Bernard, Cinematte (CH)
Sobieski Patrick, producteur (SW)

## Sélection

### Longs métrages

#### International competition
- Antichrist (2009) de Lars Von Trier ( Danemark)
- Barbe bleue (2009) de Catherine Breillat ( France)
- The Children (2008) de Tom Shankland ( Royaume-Uni)
- Coffin Rock (2009) de Rupert Glasson ( Australie)
- Dark World (Franklyn, 2008) de Gerald Mc Morrow ( Royaume-Uni)
- Fish Story (Fisshu sutôrî, 2009) de Yoshihiro Nakamura ( Japon)
- Grace (2009) de Paul Solet ( États-Unis)
- Infestation (2009) de Kyle Rankin ( États-Unis)
- Left Bank (Linkeroever, 2008) de Pieter Van Hees ( Belgique)
- Moon (2009) de Duncan Jones ( Royaume-Uni)
- Tears for Sales (Carlston za Ognjenku, 2008) de Uros Stojanovic ( Serbie)
- Tormented (2009) de Jon Wright ( Royaume-Uni)
- Vertige (2009) de Abel Ferry ( France)

#### New cinema from Asia
- Connected (Bo chi tung wah, 2008) de Benny Chan ( Hong Kong)
- Cyborg She (Boku no kanojo wa saibôgu, 2008) de Jae-young Kwak ( Japon)
- The Forbidden Door (Pintu Terlarang, 2009) de Joko Anwar ( Indonésie)
- The Handsome Suit (Hansamu sûtsu, 2008) de Tsutomu Hanabusa ( Japon)
- Histeria (2008) de James Lee ( Malaisie)
- Les pirates de Langkasuka (Puen yai jon salad, 2008) de Nonzee Nimibutr ( Thaïlande)
- Rahtree Reborn 3.1 (2009) de Yuthlert Sippapak ( Thaïlande)
- The Sky Crawlers (Sukai kurora, 2008) de Mamoru Oshii ( Japon)

#### Cérémonies
- Le Bon, la Brute et le Cinglé (Joheunnom nabbeunnom isanghannom, 2008) de Ji-woon Kim ( Corée du Sud)
- Moon (2009) de Duncan Jones ( Royaume-Uni)

#### Carte Blanche
- Kaïro (Kairo, 2001) de Kiyoshi Kurosawa ( Japon)
- The Thing (1982) de John Carpenter ( États-Unis)

#### Open Air
- 20th Century Boys (20-seiki shônen: Honkaku kagaku bôken eiga, 2009) de Yukihiko Tsutsumi ( Japon)
- Brendan et le secret de Kells (Brendan and the secret of Kells, 2009) de Nora Twomey, Tomm Moore ( Irlande)
- The Chaser (Chugyeogja, 2008) de Hong-jin Na ( Corée du Sud)
- La Comtesse (The Countess, 2009) de Julie Delpy ( France)
- Hyper Tension 2 (Crank: High Voltage, 2009) de Brian Taylor, Mark Neveldine ( États-Unis)
- Mary and Max (2009) de Adam Elliot ( Australie)

#### Special Screenings
- Quickie Express (2007) de Dimas Djayadiningrat ( Indonésie)
- La servante (Hanyo, 1960) de Ki-young Kim ( Corée du Sud)

#### William Castle: a visionary illusionist
- 13 Ghosts (1960) de William Castle ( États-Unis)
- Le Désosseur de cadavres (The Tingler, 1959) de William Castle ( États-Unis)
- Homicidal (1961) de William Castle ( États-Unis)
- La Meurtrière diabolique (Strait-Jacket, 1964) de William Castle ( États-Unis)
- Mr. Sardonicus (1961) de William Castle ( États-Unis)
- La Nuit de tous les mystères (House on Haunted Hill, 1959) de William Castle ( États-Unis)
- Tuer n'est pas jouer (I saw what you did, 1965) de William Castle ( États-Unis)

#### Category III: transgression made in Hong Kong
- Ebola Syndrome (Yi boh lai beng duk, 1996) de Herman Yau ( Hong Kong)
- Electrical Girl (Faat din chiu giu wa, 2001) de Bowie Lau ( Hong Kong)
- Erotic Ghost Story II (Liao zhai yan tan xu ji zhi wu tong shen, 1991) de Peter Ngor ( Hong Kong)
- Story of Ricky (Lik wong, 1991) de Ngai Kai Lam ( Hong Kong)
- Viva Erotica (Se qing nan nu, 1996) de Tung-Shing Yee ( Hong Kong)

#### Cold Sweat: contemporary Scandinavian genre cinema
- Cold Prey II (Fritt vilt II, 2008) de Mats Stenberg ( Norvège)
- Dead Snow (Død snø, 2009) de Tommy Wirkola ( Norvège)
- Echo (Ekko, 2007) de Anders Morgenthaler ( Danemark)
- Fear Me Not (Den du frygter, 2008) de Kristian Levring ( Danemark)
- Just Another Love Story (Kærlighed på film, 2007) de Ole Bornedal ( Danemark)
- Sauna (2008) de Antti-Jussi Annila ( Finlande)
- Vampyrer (2008) de Peter Pontikis ( Suède)

#### Tribute to Aoyama Shinji
- An Obsession (Tsumetai chi, 1997) de Shinji Aoyama ( Japon)
- Chinpira: Two Punks (Chinpira, 1996) de Shinji Aoyama ( Japon)
- Crickets (Kôrogi, 2006) de Shinji Aoyama ( Japon)
- Embalming (Enbamingu, 1999) de Shinji Aoyama ( Japon)
- Lake Side Murder Case (Reikusaido mâdâ kêsu, 2004) de Shinji Aoyama ( Japon)
- Mike Yokohama: A Forest with No Name (Shiritsu tantei Hama Maiku: Namae no nai mor, 2002) de Shinji Aoyama ( Japon)
- My God, My God, Why Hast Thou Forsaken Me? (Eri Eri rema sabakutani, 2005) de Shinji Aoyama ( Japon)

### Courts-métrages

#### Swiss Shorts
- Déjà de Antonin Schopfer ( Suisse)
- Ad Aeternum de Laurent Kempf ( Suisse)
- Arme Seelen de Lynn Gerlach ( Suisse)
- Am Galgen de Pascal Bergamin ( Suisse)
- Influenza de Virginie Alexa Andrey ( Suisse)
- Manfred de Daniel Zwimpfer ( Suisse)
- Flowerpots de Rafael Sommerhalder ( Suisse)
- Freigut de Anna Nuic ( Suisse)
- Land Of The Heads de Cédric Louis, Claude Barras ( Suisse)
- The Little Dragon de Bruno Collet ( Suisse)

#### European Shorts
- Bulletproof I Wish I Were de Brice De La Corte ( France)
- Magic Show de Milan Hulsing ( Pays-Bas)
- King Crab Attack de Grégoire Sivan ( France)
- Tile M For Murder de Magnus Holmgren ( Suède)
- Full Employment de Matthias Vogel, Thomas Oberlies ( Allemagne)
- Brother's Keeper de Martijn Smits ( Pays-Bas)
- Shapes de Alan Brennan ( Irlande)
- Bloodspell de  ( Royaume-Uni)
- In Chambers de Aleksander Leines Nordaas ( Norvège)
- The Nail de Benedikt Erlingsson ( Islande)

#### Thrills and Chills from the Fjords
- All Set de Magne Pettersen ( Norvège)
- Awakening de Susanne Falkum Lovic ( Norvège)
- Croquet Match de Bobbie Peers ( Norvège)
- Forewarning de Therese Jacobsen ( Norvège)
- Naïn de Therese Jacobsen ( Norvège)
- Sniffer de Bobbie Peers ( Norvège)

## Palmarès
| Prix                                                                      | Attribué à                            | Pays            |
| ------------------------------------------------------------------------- | ------------------------------------- | --------------- |
| Prix H. R. Giger Narcisse du meilleur film                                | Fish Story de Yoshihiro Nakamura      | Japon           |
| Prix RTS du public                                                        | Connected de Benny Chan               | Hong Kong Chine |
| Prix du meilleur film asiatique                                           | The Handsome Suit de Tsutomu Hanabusa | Japon           |
| Prix de la Jeunesse Denis-de-Rougemont                                    | Fish Story de Yoshihiro Nakamura      | Japon           |
| SSA/Suissimage Prix H. R. Giger Narcisse du meilleur court métrage suisse | Le petit dragon de Bruno Collet       | Suisse          |
| Prix Taurus Studio                                                        | Le petit dragon de Bruno Collet       | Suisse          |
| Prix Taurus Studio à l'innovation                                         | Déjà de Antonin Schopfer              | Suisse          |
| Méliès d'argent du meilleur long métrage européen                         | Left Bank de Pietervan Hees           | Belgique        |
| Nomination pour le Méliès d'Or du meilleur court métrage européen         | Tile M for Murder de Magnus Holmgren  | Suède           |
| Prix Mad Movies du film le plus Mad                                       | Left Bank de Pietervan Hees           | Belgique        |
| Mention spéciale du Jury                                                  | Infestation de Kyle Rankin            | États-Unis      |
| Prix Titra Film                                                           | Antichrist de Lars von Trier          | Danemark        |